# Toxic Holocaust

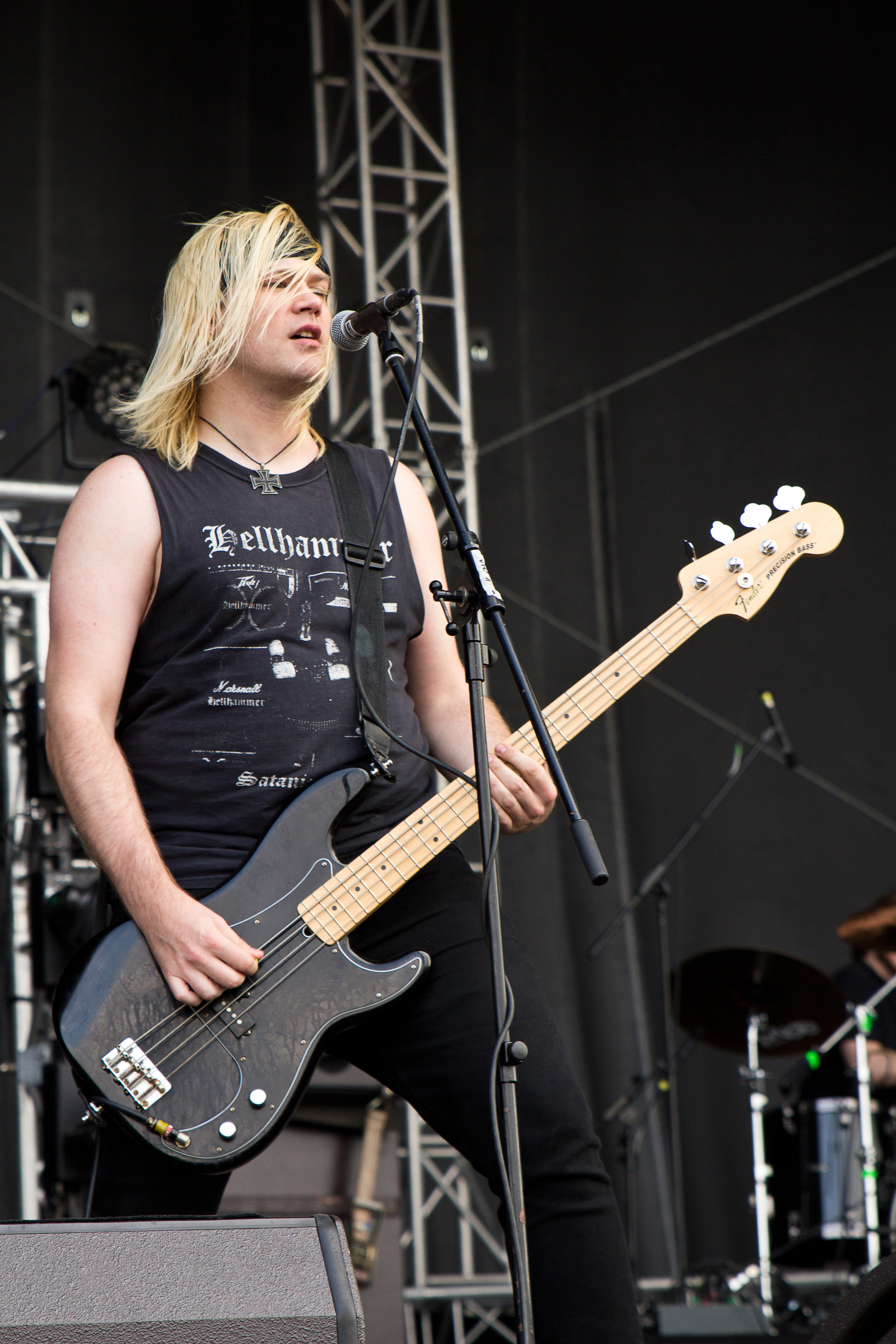
Auftritt von Toxic Holocaust auf dem Party.San Open Air 2015

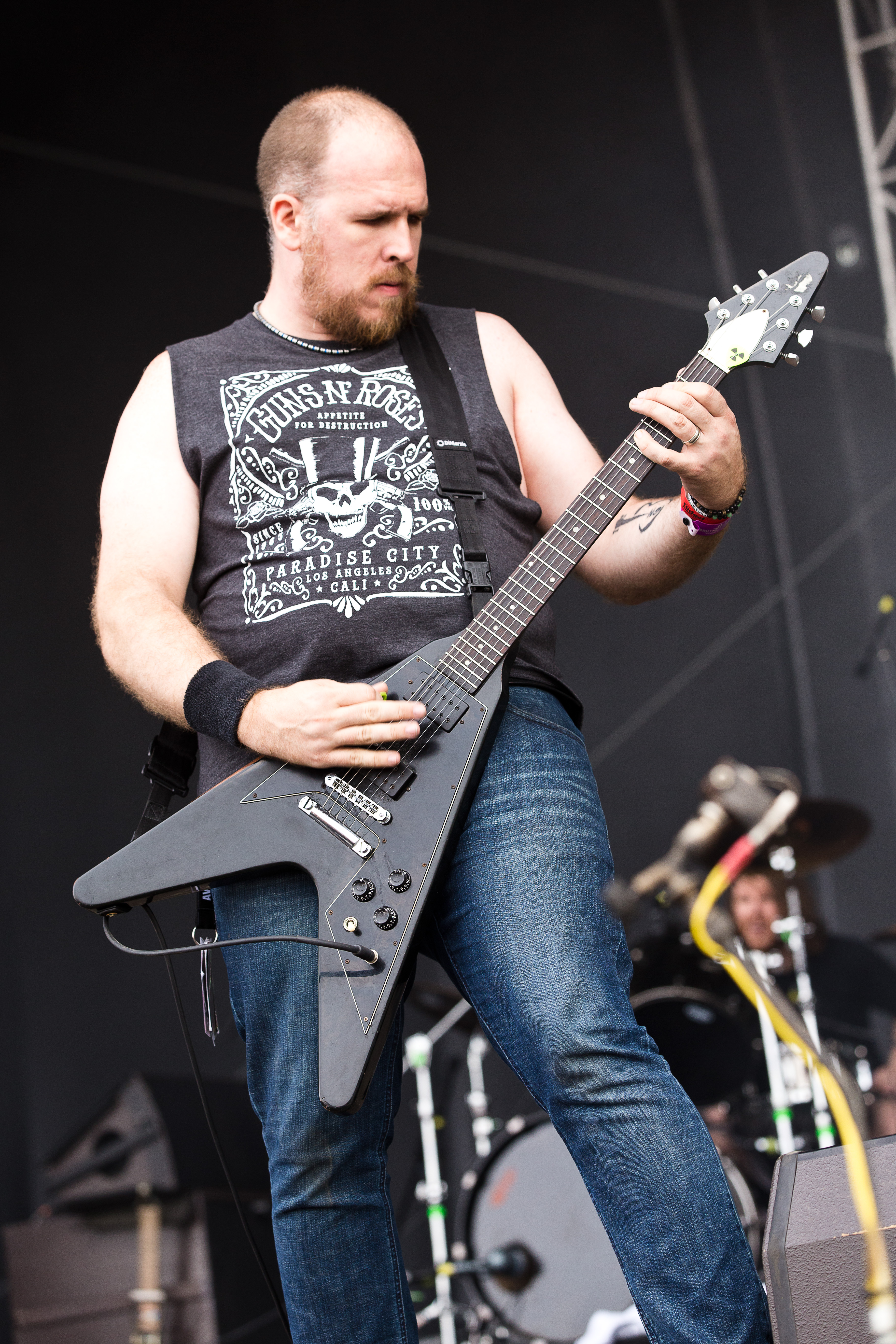
Auftritt von Toxic Holocaust auf dem Party.San Open Air 2015

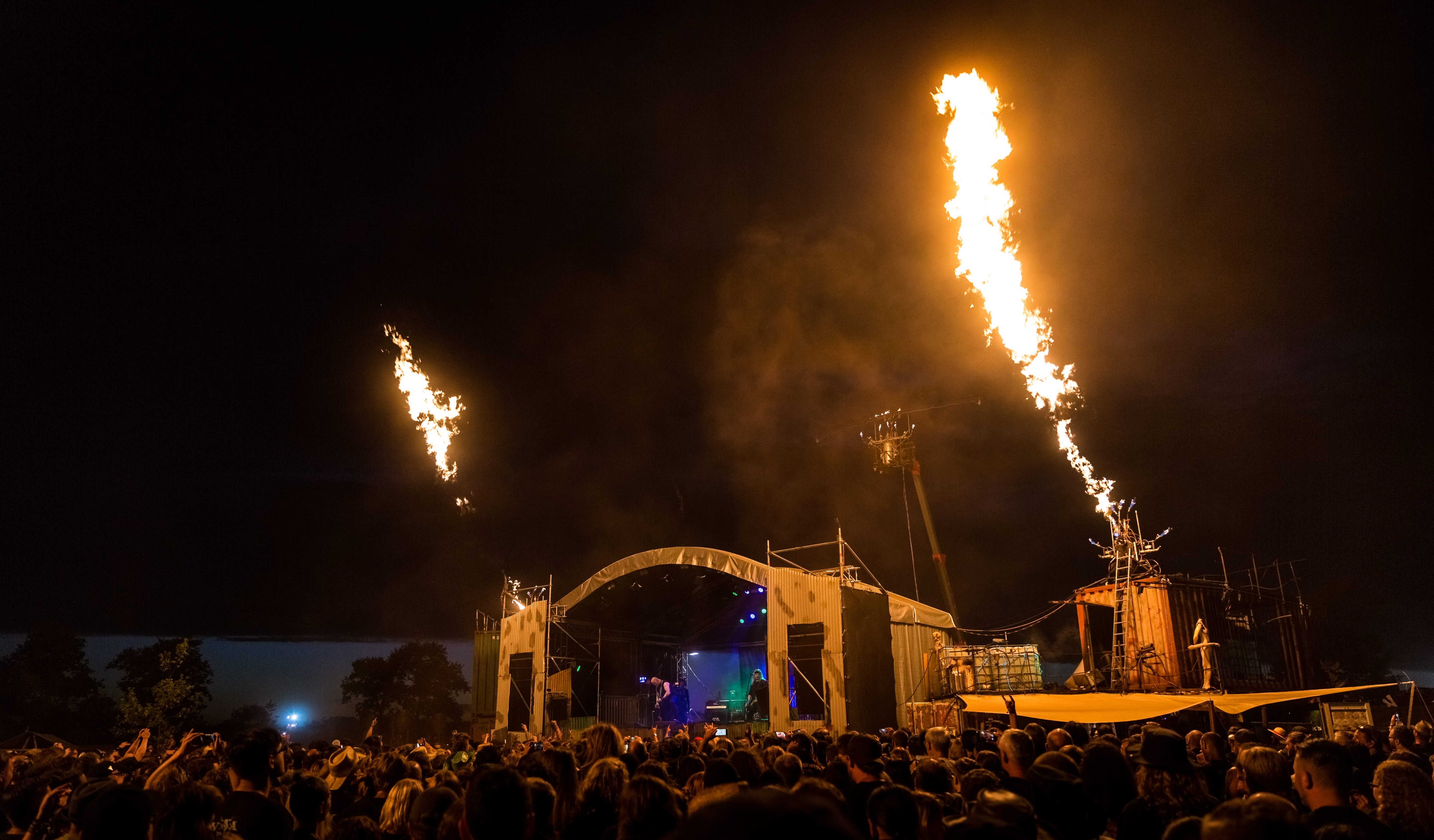
Toxic Holocaust live beim Wacken Open Air 2018

Toxic Holocaust ist eine US-amerikanische Thrash-Metal-Band, die im Jahre 1999 in Portland, Oregon gegründet wurde.

## Geschichte
Die Band wurde im Jahre 1999 von Joel Grind gegründet. Grind schrieb alle Texte selber und spielte zudem auch selbst alle Instrumente ein und veröffentlichte mit Radiation Sickness (1999) und Critical Mass (2002) zwei Demos sowie diverse Split-Veröffentlichungen. Im Jahre 2003 nahm er das Debütalbum Evil Never Dies auf.
Evil Never Dies wurde im Herbst 2003 veröffentlicht. Im Anschluss folgten einige, kleinere Touren. Auch veröffentlichte Grind in den Folgejahren diverse EPs und Split-Veröffentlichungen.
Das zweite Album Hell on Earth wurde in Grinds Gästeschlafzimmer aufgenommen und wieder von ihm alleine erstellt. Das Album wurde im Herbst 2005 veröffentlicht. Das Cover wurde von Ed Repka erstellt.
Für den Rest des Jahres 2005 sowie für 2006 folgten selbst finanzierte Touren durch die USA, Japan, Australien, Europa, Kanada und Brasilien.
Im Jahre 2007 folgte die Hell-on-Earth-Tour mit Bands wie Municipal Waste, 3 Inches of Blood und Skeletonwitch. Währenddessen schrieb Grind neue Stücke und sandte diese an diverse Labels. Im Jahre 2008 wurde er von Relapse Records unter Vertrag genommen.
Nach einer Tour durch die USA zusammen mit Hate Eternal und Soilent Green, nahm die Band im Mai 2008 An Overdose of Death in den Soundhouse Recording Studios in Seattle, Washington auf. Es wurde von Jack Endino (High on Fire, Dwarves, Zeke) produziert und noch im selben Jahr veröffentlicht.
Es folgten Auftritte in Nordamerika bei der At-the-Gates-Reunion-Tour zusammen mit Darkest Hour und Municipal Waste.
Das nächste Album Conjured and Command wurde am 15. Juli in Europa und am 19. Juli 2011 in den USA bei Relapse Records veröffentlicht.

## Stil
Die Band spielt Thrash Metal, der stark vom Punk beeinflusst klingt. Toxic Holocaust wird mit Bands wie Venom, Discharge, Motörhead, D.R.I., The Exploited und Slayer verglichen.

## Diskografie

### Demos
- 1999: Radiation Sickness (Nuclear Hell Records)
- 2002: Critical Mass (Eigenveröffentlichung)
- 2004: Promo 2004 (Eigenveröffentlichung)
- 2007: Demo 2007 (Relapse Records)

### Livealben
- 2007: Live – Only Deaf is Real (Misanthropic Propaganda Productions)

### Kompilationen
- 2004: Toxic Thrash Metal (Iron Fist Kommando)
- 2007: Thrashing Like a Maniac (Earache Records)
- 2008: Levil Uniform Magazine Compilation #1
- 2013: From the Ashes of Nuclear Destruction (Relapse Records)

### Splits
- 2001: Toxic Holocaust / Oprichniki (mit Oprichniki, Eigenveröffentlichung)
- 2002: Implements of Mass Destruction / Nuclear Apocalypse:666 (mit Hellacaust, Skull Fucking Metal)
- 2004: HRPS Vol.1 (mit Funeral Shock, Carniceria und Morbosidad, Nuclear War Now! Productions)
- 2004: Outbreak of Evil (mit Bestial Mockery, Nocturnal und Vomitor, Witching Metal Records)
- 2004: Thrashbeast from Hell (mit Nocturnal, Witchhammer Productions)
- 2005: Blasphemy, Mayhem, War (mit Evil Damn und Chainsaw Killer, Warhymns Records)
- 2006: Don’t Burn the Witch… (mit Minotaur, Goat Messiah und Evil Angel, Midnight Records)
- 2008: Speed n’ Spikes Volume 1 (mit Bludwulf, Relapse Records)
- 2010: Toxic Holocaust / Inepsy (mit Inepsy, Tankcrimes Records)
- 2012: Toxic Waste (mit Municipal Waste, Tankcrimes Records)

### EPs
- 2003: Death Master (Gloom Records)
- 2004: Power from Hell (Iron Bonehead Productions)
- 2006: Reaper’s Grave (Gloom Records)
- 2009: Gravelord (Relapse Records)

### Alben
- 2003: Evil Never Dies (Witches Brew Records)
- 2005: Hell on Earth (Witches Brew Records)
- 2008: An Overdose of Death… (Relapse Records)
- 2011: Conjure and Command (Relapse Records)
- 2013: Chemistry of Consciousness (Relapse Records)
- 2019: Primal Future: 2019 (eOne Music)